# Parrotiopsis jacquemontiana
Espèce
Parrotiopsis jacquemontiana ou Parrotie de Jacquemont est une espèce d'arbustes ou petits arbres à feuilles caduques de la famille des hamamélis, originaire de l'Himalaya occidental, en particulier au Cachemire, Murree, Hazara, le district de Swat, et Kurram, à des altitudes de 1200 à 2800 mètres.
Il est nommé d'après le naturaliste français Victor Jaquemont qui l'observa pour la première fois durant son expédition de 1829 à 1832.

## Synonymes
- Parrotia jacquemontiana